# Foltos rigó
A foltos rigó (Turdus cardis) a madarak osztályának verébalakúak (Passeriformes) rendjébe és a rigófélék (Turdidae) családjába tartozó faj.

## Rendszerezése
A fajt Coenraad Jacob Temminck holland arisztokrata és zoológus írta le 1831-ben.

## Előfordulása
Dél-Korea, Észak-Korea, Kína, Japán, Laosz, Oroszország, Tajvan, Thaiföld és Vietnám területén honos. Természetes élőhelyei a szubtrópusi vagy trópusi síkvidéki esőerdők és mérsékelt övi erdők, folyók és patakok közelében, valamint szántóföldek és vidéki kertek. Vonuló faj.

## Megjelenése
Átlagos testhossza 22 centiméter.
|  |  |

## Természetvédelmi helyzete
Az elterjedési területe nagyon nagy, egyedszáma viszont ismeretlen. A Természetvédelmi Világszövetség Vörös listáján nem fenyegetett fajként szerepel.